# Periophthalmodon schlosseri
Periophthalmodon schlosseri es una especie de peces de la familia de los Gobiidae en el orden de los Perciformes.

## Morfología
Los machos pueden llegar a alcanzar los 27 cm de longitud total.

## Hábitat
Es un pez de Mar y, de clima tropical y demersal que vive entre 0-2 m de profundidad.

## Distribución geográfica
Se encuentra en Australia, Bangladés, Camboya,  India, Indonesia, Malasia, las Filipinas, las Seychelles, Tailandia, y el Vietnam, incluyendo el río Mekong .

## Observaciones
Es inofensivo para los humanos.